# Mayday (groupe)
Pour les articles homonymes, voir Mayday (homonymie).
Mayday (chinois : 五月天 ; pinyin : Wǔ Yuè Tiān ; pe̍h-ōe-jī : Gō͘-goe̍h-thiⁿ ; litt. « Jour du mois de mai ») est un groupe taïwanais de rock. Composé de cinq membres, Monster (leader, guitare solo), Ashin (chant), Stone (guitare rythmique), Masa (basse) et Ming (batterie), il sort son premier album en 1999.
Anciennement appelé So Band, le groupe se fait connaître sous le nom de Mayday en 1997, le nom provenant du surnom en ligne de Masa « MAYDAY ». Surnommé « les Beatles du monde sinophone », Mayday remporte de nombreux prix au cours de sa carrière, notamment le Golden Melody Award du meilleur groupe, un prix décerné par le ministère taïwanais de la culture, en 2001, 2004, 2009 et 2012.

## Histoire
Mayday est issu de So Band, formé par Ashin, Monster et le premier batteur Chien You-ta (錢佑達) en 1995, alors qu'ils étudiaient au lycée affilié à l'Université nationale normale de Taïwan (師大附中). Ils sont ensuite rejoints par Masa et Stone, qui fréquentaient la même école. Après avoir obtenu leur diplôme, les membres sont allés dans différentes universités mais continuent à se produire dans des pubs et des restaurants. Ils s'impliquent aussi à faire connaître le rock à l'échelle locale. En 1997, le groupe s'inscrit au festival Formoz sous le nom de Mayday.
Peu après avoir participé au festival Formoz (野臺開唱) le 29 mars 1997, le groupe commence à envoyer des démos à plusieurs labels dans l'espoir de signer un contrat. Leur démo impressionne Jonathan Lee (李宗盛), cadre chez Rock Records, qui les décrit comme « ceux qui inaugureront le son du futur ».
En conséquence, ils signent leur premier contrat avec Rock Records en 1998. La même année, ils participent également à la sortie de la compilation indépendante de Taïwan (ㄞ國歌曲) par le label de musique indépendante TCM (角頭音樂) qui comprend leur premier enregistrement studio Motor Rock (軋車). En juin 1998, ils sortent également la compilation Embrace (擁抱) pour laquelle ils assument la plupart des tâches d'écriture, de production et d'enregistrement.
En 1999, après le départ de leur troisième batteur Robert de Loh Tsui Kweh Commune (le deuxième batteur était Chen Yung-chang, 陳泳錩), Ming (冠佑) rejoint le groupe et complète Mayday. Ils sortent leur premier album studio intitulé Mayday's First Album (第一張創作專輯) sous le label Rock Records le 7 juillet 1999. Leur premier album est salué par la critique et ils acquiert une certaine notoriété à Taïwan. Il se vend à plus de 300 000 exemplaires. Peu de temps après, le 28 août 1999, Mayday organise son premier concert à grande échelle, le 168e Concert, au stade municipal de Taipei. 
Les derniers concerts de la tournée MAYDAY NOWHERE Re : Live Tour ont lieu au stade national de Singapour les 13 et 14 janvier 2024. Pour célébrer le 25e anniversaire des débuts de Mayday, le groupe annonce sa toute nouvelle tournée mondiale #5525 Back to that Day. En décembre 2024, ils sortent leur dernier single, Willful, en tant que chanson thème de la série dramatique The First Frost. Le groupe annonce également qu'il présenterait sa tournée du 25e anniversaire à l'Accor Stadium de Sydney et à l'Allegiant Stadium de Las Vegas, respectivement le 22 février 2025 et le 29 mars 2025, devenant ainsi le premier artiste de rock en mandarin de l'histoire à se produire dans ces deux lieux.

## Membres
- Ashin  (阿信) - voix
- Monster (怪獸) - guitare
- Stone (石頭) - guitare
- Masa (瑪莎) - basse
- Ming/Guan You (冠佑/諺明) - batterie

## Discographie
- 1999 : Mayday's First Album
- 2000 : Viva Love (愛情萬歲)
- 2001 : People Life, Ocean Wild (人生海海)
- 2003 : Time Machine (時光機)
- 2004 : God's Children Are All Dancing/falling Angels With A flying Soul/ (神的孩子都在跳舞)
- 2005 : Just My Pride Best of Album (知足最真傑作選)
- 2006 : Born to Love (為愛而生)
- 2008 : Poetry of the Day After (後青春期的詩)
- 2011 : The Second Round (第二人生)
- 2013 : Mayday×五月天 the Best of 1999‐2013
- 2013 : The Best of 1999-2013 (五月天步步自選作品輯)
- 2016 : History of Tomorrow (自傳)

## Tournées
- 168 Live (1999)
- Stand Out Live (2000)
- Where Are You Going Live Tour (2001)
- Union Live (2003)
- Final Home World Tour (2004–2006)
- Jump! The World Tour (2007–2008)
- D.N.A World Tour (2009–2010)
- Just Rock It! World Tour (2011–2020)
- Nowhere World Tour (2011–2014)
- Life Tour (2017–2019)
- Fly to 2021/2022/2023 Concerts (2020–2023)
- NOWHERE Re: Live Tour (2022–2024)
- 5525 Back to That Day Tour (depuis 2023)